# Liste der Pfarren im Dekanat Schwaz
Das Dekanat Schwaz ist ein Dekanat der römisch-katholischen Diözese Innsbruck.
Es umfasst 14 Pfarren.

## Pfarren mit Kirchengebäuden
| Pfarre                   | Seelsorgeraum                | Patrozinium                                  | Kirchengebäude                                                                                     | Bild |
| Fiecht                   | Fiecht – Stans – Vomp        | Hl. Josef                                    | Stiftskirche Fiecht                                                                                |      |
| Fritzens                 | Fritzens – Wattens – Volders | Hl. Johannes der Täufer                      | Pfarrkirche Fritzens                                                                               |      |
| Kolsass                  | Kolsass – Weer – Weerberg    | Mariä Heimsuchung                            | Pfarrkirche Kolsass                                                                                |      |
| Pill                     | Pill – Terfens – Vomperbach  | Hl. Anna                                     | Pfarrkirche Pill Kreuzkirchl Kapelle Pillberg                                                      |      |
| Schwaz-Maria Himmelfahrt |                              | Mariä Himmelfahrt                            | Pfarrkirche Schwaz-Maria Himmelfahrt                                                               |      |
| Schwaz-St. Barbara       |                              | Hl. Barbara                                  | Pfarrzentrum St. Barbara Schwaz                                                                    |      |
| Stans                    | Fiecht – Stans – Vomp        | Hll. Laurentius und Ulrich, Hlgst. Herz Jesu | Alte Pfarrkirche Stans hll. Laurentius und Ulrich, Neue Pfarrkirche Stans Herz Jesu                |      |
| Terfens                  | Pill – Terfens – Vomperbach  | Hl. Juliana                                  | Pfarrkirche Terfens Wallfahrtskapelle Maria Larch Filialkirche Vomperbach                          |      |
| Volders                  | Fritzens – Wattens – Volders | Hl. Johannes der Täufer                      | Pfarrkirche Volders Karlskirche                                                                    |      |
| Vomp                     | Fiecht – Stans – Vomp        | Hll. Petrus und Paulus                       | Pfarrkirche Hll. Petrus und Paulus (Vomp)                                                          |      |
| Wattens                  | Fritzens – Wattens – Volders | Unbefleckte Empfängnis                       | Alte Pfarrkirche Wattens hl. Laurentius, Neue Pfarrkirche Wattens hl. Maria Unbefleckte Empfängnis |      |
| Weer                     | Kolsass – Weer – Weerberg    | Hl. Gallus                                   | Pfarrkirche Weer                                                                                   |      |
| Weerberg                 | Kolsass – Weer – Weerberg    | Mariä Empfängnis                             | Alte Pfarrkirche Weerberg hl. Petrus, Neue Pfarrkirche Weerberg Mariä Empfängnis                   |      |